# Sésame (bibliothèque numérique)
« SÉSAME » redirige ici. Pour les articles homophones, voir Sésame et C-zam.
Sésame est une association française qui promeut l'accès à la lecture des personnes handicapées « empêchées de lire », déficientes visuelles notamment. Pour ce faire, cet organisme a créé une bibliothèque numérique de livres adaptés qui leur est spécialement destinée.

## Historique de la mise en place de la bibliothèque SÉSAME
La loi DADVSI (Droit d'auteur et droits voisins dans la société de l'information) de 2006 a instauré une exception handicap, permet aux organismes agréés par le Ministère de la Culture de numériser, adapter et de prêter sous format protégé des œuvres sous droit à des personnes "empêchées de lire", notamment aux personnes déficientes visuelles. SÉSAME a reçu des ministères de la Culture et des Affaires sociales le double agrément, niveau 1 et 2 dès la mise en place du dispositif, fin 2009-début 2010.
En janvier 2011, Sésame compte plusieurs milliers de lecteurs, à titre individuel ou par l’intermédiaire de près d’une cinquantaine d’organismes partenaires, bibliothèques, écoles et structures spécialisées. SÉSAME propose un fonds de plus de 10 000 livres électroniques, dont 70 % sous droits et réalise chaque mois plus d’un millier de prêts par téléchargement.

## Réalisations et actions en cours

### Soutien à une concertation nationale autour du format dédié Daisy
Membre de DAISY France et actif au sein de la CFPSAA (Confédération française pour la promotion sociale des aveugles et des amblyopes), Sésame travaille à la recherche de solutions concertées pour l’application du standard international DAISY (Digital Accessible Information System).

### Développement de solutions logicielles de conversion des fichiers pour la lecture des livres numériques adaptés
Après adaptation et mise sous protection, les livres numériques de Sésame sont lisibles sur les lecteurs DAISY, les ordinateurs braille portables ainsi que les postes informatiques adaptés.

### La Bibliothèque numérique Sésame
Plus de 11 000 ouvrages en formats accessibles sont disponibles au prêt, par téléchargement ou par envoi postal de CD-Rom. Ce fonds, enrichi en permanence, est constitué en fonction d'une politique documentaire tournée à la fois vers la constitution d'une collection de classiques et le suivi de l'actualité littéraire, tant en littérature française qu'en traduction. De plus, SÉSAME numérise et adapte à la demande les titres proposés par ses adhérents (particuliers et collectivités).

### Politique partenariale dans le domaine de la lecture publique
Sésame propose aux bibliothèques des formations professionnelles, des prestations d'accueil et d'accompagnement du public déficient visuel, ainsi que l'accès à son fonds de livres numériques adaptés.

### Actions de médiation du livre numérique et de la lecture à destination des personnes déficientes visuelles
La bibliothèque Sésame diffuse régulièrement sur son site sept chroniques littéraires (hebdomadaires, bimensuelles ou mensuelles). Des cafés littéraires réunissent les lecteurs et écrivains deux fois par an. Chaque année, un jury remet un prix SÉSAME à partir d'une sélection effectuée par les adhérents de la bibliothèque. L'association SÉSAME a publié en 2009 un coffret Louis Braille réunissant les grands textes classiques sur la cécité sous format adapté. Enfin, les adhérents sont invités à participer à des activités à caractère littéraire : jeux, et actuellement rédaction d'un roman collectif.